# Vievy-le-Rayé
Vievy-le-Rayé – miejscowość i gmina we Francji, w Regionie Centralnym, w departamencie Loir-et-Cher.
Według danych na rok 1990 gminę zamieszkiwało 469 osób, a gęstość zaludnienia wynosiła 10 osób/km² (wśród 1842 gmin Regionu Centralnego Vievy-le-Rayé plasuje się na 702. miejscu pod względem liczby ludności, natomiast pod względem powierzchni na miejscu 111.).